# Pink Floyd - Live Anthology
Pour plus de détails, voir Fiche technique et Distribution.
Pink Floyd - Live Anthology est un DVD sorti en 2004, qui compile plusieurs apparitions du groupe de rock britannique Pink Floyd en concert ou sur des plateaux télé entre 1968 et 1980. La qualité des images et du son est souvent médiocre.

## Contenu du documentaire
Le DVD contient les prestations suivantes :
- Jugband Blues, interprétée par Syd Barrett.
- Set the Controls for the Heart of the Sun, enregistrée en concert.
- Interstellar Overdrive, enregistrée en concert avec David Gilmour remplaçant Barrett.
- Let There Be More Light, enregistrée en concert (« tous en scène »), le groupe est perché sur un tout petit espace.
- Flaming, lors du même concert que le morceau précédent.
- It Would Be So Nice, film promotionnel de 1968.
- Sysyphus, un extrait très court enregistré en 1968, un an avant sa parution sur l'album Ummagumma.
- Cymbaline, enregistrée en concert (1970).
- A Saucerful of Secrets, enregistrée en concert (1970).
- Atom Heart Mother, enregistrée en concert au Japon dans une version sans orchestre (non listée sur la pochette du DVD).
- Careful With That Axe, Eugene, enregistrée en concert (1972)
- Comfortably Numb, filmée lors du concert de Londres en 1980. David Gilmour chante et joue ses solos du haut du mur.

## Fiche technique
- Titre : Pink Floyd - Live Anthology
- Musique : Pink Floyd
- Distribution : Falcon Neue Medien
- Format : DVD
- Langue : Anglais
- Pays d’origine : Allemagne
- Genre : Film documentaire
- Durée : 67 minutes
- Date de sortie : 2004